# Achim Schwekendiek
Achim Schwekendiek (* 7. Mai 1965 in Hameln) ist ein deutscher Koch.

## Werdegang
Nach der Ausbildung im „Hotel Bergkurpark“ in Bad Pyrmont ging Schwekendiek 1986 zum „Landhaus Ammann“ nach Hannover, 1987 ins „Hilton International“ in Mainz und 1988 ins „Averbeck`s Giebelhof“ in Senden. 1990 wechselte er zu Heinz Winkler ins Tantris in München, dann ging er nach Paris zum „Hôtel de Crillon“.
Als Küchenchef wechselte er 1992 zur „Alten Stadtmühle“ in Schopfheim und 1992 zum „Hotel Hohenhaus“ in Herleshausen, wo er 1995 mit einem Michelin-Stern ausgezeichnet wurde.
Ab 2004 war er Küchendirektor im Schlosshotel Münchhausen in Aerzen; das Gourmet-Restaurant Münchhausen seitdem mit einem Michelinstern ausgezeichnet wird.
Ab Frühjahr 2023 pachtet er den Ratskeller in Rinteln, das er als traditionelles Wirtshaus als Patron betreiben wolle.

## Mitgliedschaften
- Jeunes Restaurateurs d’Europe

## Auszeichnungen
- 1995: Ein Michelinstern
- 1998: Bocuse d’Or Deutschland „Bester Fischkoch“

## Publikationen
- Achim Schwekendiek. Süddeutscher Verlag 2008.
- Linsen. Verlag Edition Styria 2011.
- Kartoffeln. Verlag Edition Styria 2012.
- Kraut & Rüben. Verlag Edition Styria 2012.
- Hülsenfrüchte. Verlag Edition Styria 2013.
- Schöner Kochen – Die Kunst des perfekten Gratinierens. Verlag Becker Joest Volk 2013.
- Kochbuch für Gourmets. Eigenverlag Achim Schwekendiek 2013.
- Schöner Kochen – vegetarisch. Verlag Becker Joest Volk 2014.
- Zwiebeln & Knoblauch: Die heimlichen Helden der Küche. Hädecke Verlag 2015.